# گاوران
گاوران یا عوّا (به انگلیسی: Boötes) یکی از بزرگترین صور فلکی شمالی می‌باشد و بین صور فلکی خرس بزرگ و سنبله جا خوش کرده‌است. گاوران شکل بادکنکی دارد و چهارمین ستاره پر نور آسمان یعنی نگهبان شمال (سِماک رامِح) در انتهای این صورت فلکی قرار دارد.

## ستارگان
- تاو(τ) گاوران یک ستاره خورشید مانند است که سیاره‌ای مشابه مشتری دارد و البته دمای این سیاره که Ab تاو گاوران نام دارد بسیار بیشتر از دمای مشتری است.

گاوران تعداد زیادی ستارگان دوتایی قابل تفکیکی با تلسکوپ‌های آماتوری نیز دارد.
NGC 5466 یک خوشه ستاره‌ای کروی است که در ۱۷ مه٬۱۷۸۴ توسط ویلیام هرشل کشف شد.

## ستارگان با نام خاص
- بایر
- ά نگهبان شمال (Arcturus)
- β بقار (Nekkar)
- γ سگینوس (Seginus)
- ε آزار (Izar)
- مفردالرامح η مفردالرامح
- کالوروپس μ (Alkalurops)
- h المرأةالمسلسله (Merga)
- ψ.... Nadlat...... عربی… یک کوچک
- آیوتا: خر دوم Asellus Secundus
- کاپا: خر سوم Asellus Tertius
- خر نخست
- Alkalurops مو گاوران